# Russelia furfuracea
Russelia furfuracea là một loài thực vật có hoa trong họ Mã đề. Loài này được Brandegee miêu tả khoa học đầu tiên năm 1905.